# XXXIII Esposizione internazionale d'arte di Venezia
La 33ª Biennale Internazionale d'Arte di Venezia ebbe luogo dal 18 giugno al 16 ottobre 1966.

## Gran Premio alla pittura
Quell'anno il Gran Premio alla pittura andò a Julio Le Parc.

## Artisti partecipanti
- Horst Antes
- Ay-O
- Angelo Moriconi
- Umberto Boccioni
- Ferruccio Bortoluzzi
- Alberto Burri
- Sergio Camargo
- Anthony Caro
- Mario Ceroli
- Constant
- Piero Dorazio
- Öyvind Fahlström
- Lucio Fontana
- María Freire
- Yves Gaucher
- Franco Gentilini
- Ezio Gribaudo
- Günter Haese
- Masuo Ikeda
- Robert Jacobsen
- Julio Le Parc
- Étienne Martin
- Fausto Melotti
- Giorgio Morandi
- Bruno Munari
- Romano Notari
- Arthur Luis Piza
- Rene Portocarrero
- Marina Nunez Del Prado
- Günter Ferdinand Ris
- Emilio Scanavino
- Paolo Scheggi
- Atanasio Soldati
- Curt Stenvert
- Luigi Veronesi
- Alberto Viani